# Michel Poncet de La Rivière
Michel Poncet de La Rivière (Parigi, 11 luglio 1671 – Écouflant, 2 agosto 1730) è stato un vescovo cattolico, predicatore e oratore francese, membro dell'Académie française.

## Biografia
Michel Poncet de La Rivière nacque nel 1671 da Vincent-Matthias e da Marie Betauld. Fu gran vicario dello zio nelle Cevenne, dove si trovò ad affrontare la rivolta dei Camisardi, per i quali redasse una proposta di espulsione. Fu nominato vescovo di Angers il 7 giugno 1706. In gioventù si dedicò con discreto successo alla poesia prima di diventare un celebre oratore, forse tra i migliori del suo tempo insieme a Massillon e Bossuet. Venne particolarmente lodato per due discorsi tenuti a corte nel 1715 in occasione della quaresima e nel 1722 per l'incoronazione di Luigi XV, tuttavia la sua fortuna conobbe un improvviso arresto. Infatti nel 1723 morì il duca d'Orléans e sembra che tra i possibili letterati adatti a scriverne l'orazione funebre serpeggiasse l'agitazione a causa della vita dissoluta del duca e la necessità di scrivere un discorso che piacesse a corte. Fu scelto de La Rivière che durante la cerimonia si fece scappare, a proposito della salvezza dell'anima del duca, le parole: «Temo, ma spero», ciò bastò per esiliarlo da corte. L'orazione rimane tuttavia una delle migliori mai scritte, tanto che d'Alembert disse a suo proposito: «Se il vescovo d'Angers non avesse scritto queste poche parole, avrebbe dovuto essere annoverato solo tra gli oratori di livello ordinario.» Rimane tra tutti memorabile il seguente passaggio:
Nel suo ritiro, de La Rivière portò con sé la stima degli uomini di lettere, tanto da essere eletto membro dell'Académie française nel 1728. Venne ricevuto all'Accademia il 10 gennaio 1729, ma poté godere per poco tempo di tale onore, morì infatti il 2 agosto 1730 nel castello d'Éventard a Écouflant.

## Opere
Oggi di de La Rivière non rimane che qualche discorso, sermone, predica e lettera parrocchiale, oltre alle orazioni già citate si ricorda l'Oraison funèbre de très-haut, très-puissant et très-excellent prince Mgr Louis, Dauphin, prononcée dans l'église de l'abbaye royale de Saint-Denys, le dix-huitième juin 1711 (Orazione funebre dell'altissimo potentissimo ed eccellentissimo principe Monsignor Luigi, pronunciato nella chiesa dell'abbazia reale di Sant-Denis, il 18 giugno 1711).
Un'altra opera, compilata da lui stesso, o almeno da un suo segretario, comparve nel 1721.
La traduzione letterale del titolo è Raccolta delle Lezioni, dal breviario d'Angers, del Reverendissimo ed Illustrissimo Padre in Gesù Cristo Signore Poncet de la Rivière, Vescovo di Angers; con l'autorizzazione e l'approvazione del venerabile capitolo riconosciuto, per i tipi dello stampatore Joseph Gentil di Château-Gontier.

### Elenco delle opere
- Oraison funèbre du cardinal de Bonzi, archêveque de Narbonne (1704)
- Oraison funèbre de Monseigneur Louis Dauphin par Michel Poncet de La Rivière (1711)
- Harangue faite au Roy (le 30 octobre 1715) par Mgr l'Eveque d'Auxerre (Michel Poncet) pour la cloture de l'assemblée generale du clergé. (1715)
- Harangue faite a Son Altesse Royale Monseigneur le duc d'Orleans, sur sa qualité de Regent du Royaume. Par Monseigneur l'Evêque d'Angers Poncet de La Riviere, accompagné des autres Députez de l'Assemblée generale du Clergé. À Versailles le Mardy 3 Septembre 1715. (1715)
- Reflexions consolantes fondées sur la première instruction pastorale de Mgr le Cardinal de Noailles archevêque de Paris, du 14 janv., 1719 et adressées par Mgr Poncet de la Rivière Evêque d'Angers aux fidèles de son diocèse pour les confirmer dans leur foi. (1716)
- Avis instructif aux curés (1717)
- Réponse de Mgr Poncet de la Rivière, Evêque d'Angers, à M. Dublinean, doc. en théologie, sur l'appel au futur concile. Communiquée au clergé d'Anjou pour servir d'instruction au sujet dudit appel. (1718)
- Mandement de l'Evêque d'Angers (Mic. Poncet), portant condamnation d'une thèse soutenue dans la maison de Nôtre-Dame des Ardilliers de Saumur, le 23 et 29 aoust 1718. (1718)
- Lettre de l'évêque d'Angers (Mich.-Ponc. de La Rivière) à M. le Marquis de **** (au sujet des intrigues des appelans). Angers 30 oct. 1720. (1720)
- Lettre de l'évêque d'Angers (Mic. P. de la Rivière) à l'Abbé de Claye, (au sujet d'un libelle calommieux). À Eventard ce 7 aoust 1721. (1721)
- Harangue faite a la Reine, à Fontainebleau le 10 Septembre 1725. Par Monseigneur l'evêque d'Angers Poncet de La Riviere. (1725)
- Discours de réception et réponse de l'abbé de Rothelin. (1729)

## Genealogia episcopale
La genealogia episcopale è:
- Cardinale Guillaume d'Estouteville, O.S.B.Clun.
- Papa Sisto IV
- Papa Giulio II
- Cardinale Raffaele Sansone Riario
- Papa Leone X
- Papa Paolo III
- Cardinale Francesco Pisani
- Cardinale Alfonso Gesualdo
- Papa Clemente VIII
- Cardinale Pietro Aldobrandini
- Cardinale Laudivio Zacchia
- Cardinale Antonio Barberini, O.F.M.Cap.
- Cardinale Nicolò Guidi di Bagno
- Arcivescovo François de Harlay de Champvallon
- Cardinale Louis-Antoine de Noailles
- Vescovo Michel Poncet de La Rivière